# ヒュンドラの歌

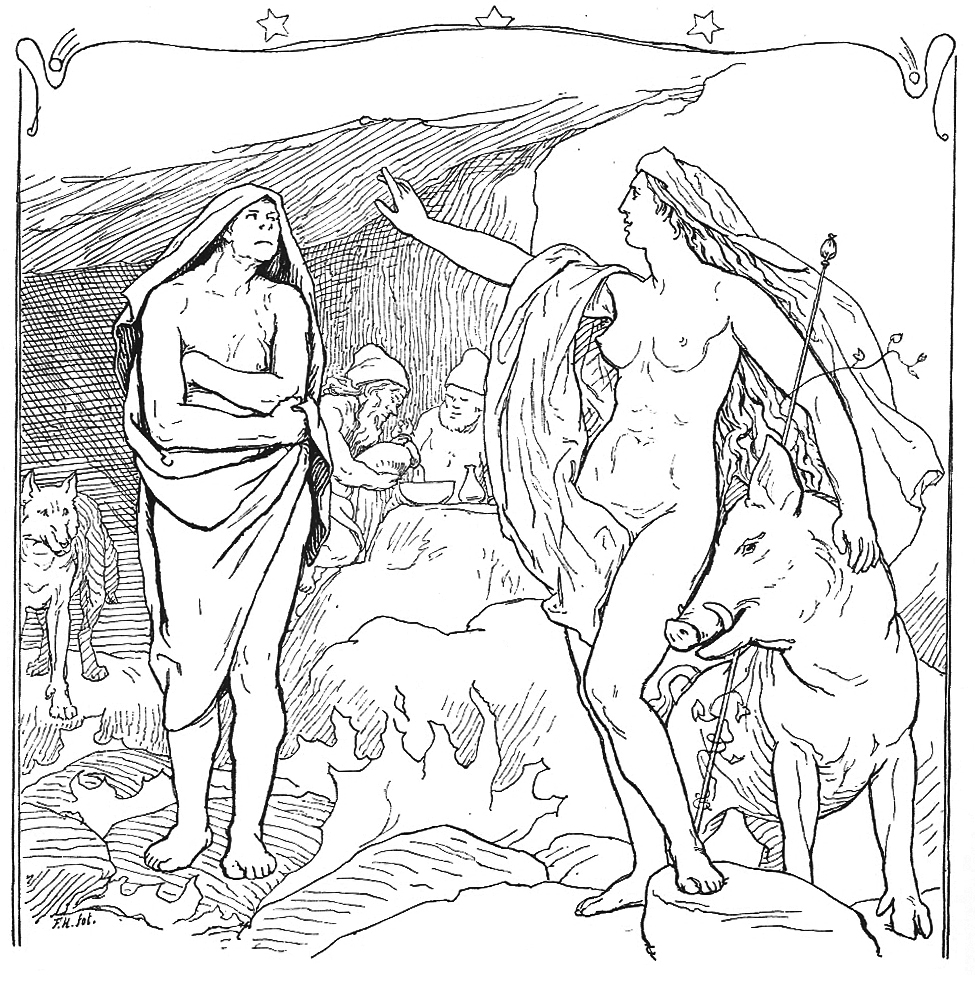
フレイヤが猪の姿のオッタルを伴いヒュンドラと会う場面、ローランス・フレーリク画。

『ヒュンドラの歌』（ヒュンドラのうた、古ノルド語: Hyndluljóð、英語: Lay of Hyndla）とは、北欧神話を伝える『詩のエッダ』に収録された、古ノルド語で書かれた詩である。

## 概要
詩は写本の1つ『フラート島本』に完全に保管されているものしかない。しかし、いくつかの節は『散文のエッダ』に引用されている。その節が『巫女の予言短篇』（『短い巫女の予言』とも）に由来しているということが『散文のエッダ』の語り手により言及されている。
詩では、女神フレイヤはヴォルヴァ（巫女のこと。）で巨人女性のヒュンドラと会う。そして2人は一緒にヴァルハラへ向かう。
フレイヤは彼女の猪であるヒルディスヴィーニに乗り、ヒュンドラは狼に乗っている。
彼らの目的は、フレイヤの愛人の男性オッタル（人間）が先祖の暗唱比べに勝てるように、彼の家系を解き明かすことである。（詳細は「オッタル」の項を参照）
詩の大部分は、ヒュンドラが謳い上げるオッタルの家系の数多くの名前の羅列で構成されている。

### 英語版
- Hyndluljoth ベロウズ(en)による訳と解説。
- Hyndlulióð ベンジャミン・ソープ(en)による訳。
- Hyndluljóð W・H・オーデン と P. B. Taylorによる訳
- The Song of Hyndla A. S. Cottleによる訳

### 古ノルド語版
- Hyndluljóð 写本のソーフス・ブッゲの版
- Hyndluljóð 標準的な綴りによる Guðni Jónsson の版